# Путниково (Харьковская область)
Путниково (укр. Путникове) — село,
Редкодубовский сельский совет,
Двуречанский район,
Харьковская область, Украина.
Код КОАТУУ — 6321885006. Население по переписи 2001 года составляет 103 (52/51 м/ж) человека.

## Географическое положение
Село Путниково находится в верховьях балки Овраг Клиновый, на расстоянии в 2 км от сёл Редкодуб и Васильцовка, в 4-х км от реки Нижняя Двуречная (левый берег).
Рядом с селом небольшой лесной массив урочище Кленовый Лес (ясень).

## История
- 1870 — дата основания.
- Входило в состав Двуречанской волости Купянского уезда.

## Экономика
- В селе есть молочно-товарная ферма.

## Объекты социальной сферы
- Школа.